# پیر دو ریه
پیر دو ریه (به فرانسوی: Pierre Du Ryer) نویسنده، مترجم، مورخ و نمایش‌نامه نویس قرن هفدهم میلادی اهل فرانسه است.